# 중국 마오주의 공산당
중국 마오주의 공산당(중국어: 中國毛澤東主義共產黨)은 2008년에 충칭에서 설립된 중화인민공화국의 마르크스-레닌-마오주의 성향의 공산당으로 현대 중국의 수정주의와 자본주의를 비판한다. 
마오주의 공산당은 중국 신좌파의 급진적 분파로 간주되며, 문화대혁명을 다시 추진해 중국공산당의 수정주의 지도부를 제거하고 반수정주의적 사회주의 국가를 건설하는 것을 목표로 삼고 있다.
이 정당은 중국공산당에 대한 비판과 공격으로 인해 중화인민공화국 당국에 의해 탄압을 받고 있다. 창립자인 마후지(중국어: 馬厚芝)는 체포와 석방을 반복하며 공안당국의 감시 대상인 것으로 알려졌다.

## 같이 보기
- 중국 신좌파